# Треске Сото (Бреша)
Треске Сото је насеље у Италији у округу Бреша, региону Ломбардија.
Према процени из 2011. у насељу је живело 26 становника. Насеље се налази на надморској висини од 415 м.